# Hey Baby (No Doubt)
Hey Baby è una canzone dancehall reggae del gruppo musicale statunitense No Doubt, pubblicata come primo singolo estratto dal quinto album della band, Rock Steady del 2001.

## Il brano
Il brano, uno dei primi scritti per Rock Steady, è stato scritto da Gwen Stefani, Tony Kanal, Tom Dumont e Bounty Killer; prodotto da Sly & Robbie con i No Doubt e Mark "Spike" Stent; registrato da Dan Chase e mixato da Mark "Spike" Stent.
La canzone è fortemente influenzata dalla dancehall giamaicana, presente durante i party che venivano organizzati dopo le tappe del tour legato all'album Return of Saturn. Il brano è stato pubblicato come singolo di lancio dell'album nell'ottobre 2001 ed è stato un enorme successo commerciale, arrivando a raggiungere la posizione numero 5 della Billboard Hot 100. Hey Baby ha inoltre vinto il Grammy Award nel 2003 come miglior performance pop di un gruppo.
L'intro del brano (che ricorda quello della canzone Jungle Love della Steve Miller Band) è stato registrato presso il Toast Studio di San Francisco con il produttore Philip Steir, mentre la parte cantata e le melodie sono state registrate successivamente in casa di Tom Dumont a Los Angeles. Solo per ultimo fu aggiunta la parte di Bounty Killer, rapper giamaicano che era entrato in contatto con la band tramite i produttori Sly & Robbie.

## Video
Il videoclip della canzone è stato diretto da Dave Meyers. Protagonisti sono i membri del gruppo, che durante un viaggio in bus, si fermano in un locale dove si sta tenendo una festa. Mentre Tony Kanal si fa delle foto con delle ragazze, Adrian Young si guadagna dei soldi (che userà Kanal per pagare il fotografo) appendendosi a degli anelli completamente nudo. Tom Dumont sconfigge una donna al tavolo in un gioco di resistenza nel bere, mentre Gwen Stefani è mostrata a cantare prima da sola, poi insieme a Bounty Killer. Ci sono anche dei frammenti in cui il gruppo balla e canta su uno sfondo nero con le lettere che compongono il titolo dell'album Rock Steady colorate di bianco e rosse, o su un altro sfondo rosso blu e bianco.
Il video è stato girato in tre giorni a Boyle Heights (Los Angeles). La scena che vede protagonista Dumont è ispirata a una scena del film I predatori dell'arca perduta.
Il video si è aggiudicato il premio MTV Video Music Awards nelle categorie "best pop" e "best group" nel 2002.

## Tracce
Australian CD maxi single
1. Hey Baby
2. Hey Baby (The Homeboy mix)
3. Ex-Girlfriend (The Psycho Ex mix)
4. Hey Baby (video)

British CD maxi single
1. Hey Baby
2. Hey Baby (Fabian remix)
3. Ex-Girlfriend (Philip Steir remix)

## Classifiche
| Classifica (2002) | Posizione massima |
| ----------------- | ----------------- |
| Australia         | 7                 |
| Austria           | 12                |
| Belgio (Fiandre)  | 8                 |
| Belgio (Vallonia) | 31                |
| Danimarca         | 7                 |
| Finlandia         | 9                 |
| Francia           | 47                |
| Germania          | 8                 |
| Grecia            | 10                |
| Irlanda           | 15                |
| Italia            | 11                |
| Norvegia          | 3                 |
| Nuova Zelanda     | 2                 |
| Paesi Bassi       | 14                |
| Regno Unito       | 2                 |
| Romania           | 2                 |
| Stati Uniti       | 5                 |
| Svezia            | 17                |
| Svizzera          | 11                |

## Formazione

### Gruppo
- Gwen Stefani – voce
- Tom Dumont – chitarra, tastiere
- Tony Kanal – basso, tastiere
- Adrian Young – batteria, percussioni

### Ospiti
- Bounty Killer - voce